# Лашо, Филипп
Филипп Лашо (фр. Philippe Lacheau) — французский режиссёр, телеведущий, сценарист и актёр, известный по комедийным фильмам «Superнянь», «Superнянь 2» и «SuperАлиби».

## Биография
Родился 25 июня 1980 года в коммуне Фонтене-су-Буа (Франция).
С 2002 года под псевдонимом Фифи работал на канале Fun TV в популярной юмористической передаче Morning Live, созданном Микаэлем Юном. В 2004 году перешёл на Canal+, где получил своё собственное шоу. В 2007 году Филипп ушёл с телевидения, дабы сосредоточиться на кинокарьере.
В 2009 году по предложению телеведущего и продюсера Кристофа Дешаванна адаптировал для Франции японскую телеигру «Молчаливая библиотека».
В 2013 году дебютировал в режиссуре, сняв фильм «Superнянь», где также сыграл главную роль. В 2015-м на экраны вышел сиквел.

## Фильмография
| Фильмы и телесериалы | Фильмы и телесериалы           | Фильмы и телесериалы                 | Фильмы и телесериалы | Фильмы и телесериалы         |
| Год                  | Название                       | Оригинальное название                | Роль                 | Примечания                   |
| -------------------- | ------------------------------ | ------------------------------------ | -------------------- | ---------------------------- |
| 2010                 | Сердцеед                       | L’arnacoeur                          | парень               |                              |
| 2012                 | Звезды дискотек                | Stars 80                             | Мартиаль             |                              |
| 2013                 | Тур де Шанс                    | La grande boucle                     | ведущий Тур де Франс |                              |
| 2013                 | Париж любой ценой              | Paris à tout prix                    | Фирмин               | также сценарист              |
| 2014                 | Superнянь                      | Babysitting                          | Фрэнк                | также сценарист и режиссёр   |
| 2014                 | Семейная сцена                 | Scènes de ménages                    | брат Мариона         | эпизод: «L’Album de Famille» |
| 2015                 | Superнянь 2                    | Babysitting 2                        | Фрэнк                | также сценарист и режиссёр   |
| 2016                 | Тайная жизнь домашних животных | The Secret Life of Pets              | французский голос    | озвучка                      |
| 2017                 | SuperАлиби                     | Alibi.com                            | Грегори              | также сценарист и режиссёр   |
| 2017                 | Женись на мне, чувак           | Épouse-moi mon pote                  | Фред                 |                              |
| 2017                 | Жених на двоих                 | Jour J                               | один из женихов      |                              |
| 2018                 | Великолепная                   | Brillantissime                       | Десантник 1          |                              |
| 2019                 | Плейбой под прикрытием         | Nicky Larson et le Parfum de Cupidon | Ники Ларсон          | также сценарист и режиссёр   |
| 2020                 | Коп на драйве                  | 30 Jours Max                         | Тони                 |                              |
| 2021                 | СуперЧел                       | Super-héros malgré lui               | Седрик               | также сценарист и режиссёр   |
| 2021                 | Haters                         | Haters                               | Симон                |                              |
| 2023                 | SuperАлиби 2                   | Alibi.com 2                          | Грегори              | также сценарист и режиссёр   |
| 2023                 | Superкопы: Миссия Бабушка      | 3 Jours Max                          | Тони                 |                              |
| 2024                 | Кот и пёс                      | Chien & chat                         | Брэнд                | Охотник за сокровищем        |
| 2024                 | Мать невесты                   |                                      |                      |                              |

## Личная жизнь
Состоит в отношениях с актрисой Элоди Фонтан.